# Johann Ernst Wrede
Johann Ernst Wrede (auch: Johann Ernst Wrede sowie Johann Ernst Wreede und englisch John Wreden; geboren vor 1703; gestorben nach 1745) war ein deutscher Mediziner, Königlich Großbritannischer Leibarzt, Anatom und Demonstrator sowie Autor medizinischer Fachschriften. Als Generalstabsarzt beziehungsweise Stabs-Feldscher führte er 1722 die erste erfolgreiche Pockenimpfung in Hannover durch.

## Leben
Als Johann Ernst Wrede wurde der Chirurg und Generalstabsarzt, Dienstvorgesetzter sämtlicher hannoverschen Militärärzte, im Jahr 1719 verpflichtet, das medizinische Personal Kurhannovers zu unterrichten und zu beaufsichtigen.
Er war in der ersten Hälfte des 18. Jahrhunderts und während der Personalunion zwischen Großbritannien und Hannover Königlicher Leibchirurg sowohl des Prince of Wales als auch der Princess of Wales. Zudem wirkte er als Demonstrator in Hannover.
In die Öffentlichkeit trat Wrede spätestens mit seiner 1721 in der Königlichen Hofdruckerei in Hannover vervielfältigten Schrift Arteriologische Tabellen. Diese widmete er seinem Landesherrn Georg I., aufgrund der unter anderem zugleich und Kurfürst von Braunschweig-Lüneburg.
Am 2. Februar 1722 impfte Wrede in Hannover die dreijährige Tochter eines Musketiers; sie wurde die erste so erfolgreich von Pocken geheilte Patientin der Stadt. Empfehlungen zur allgemeinen Pockenimpfung in Deutschland hatten Abraham Vater und der Königsberger Professor Matthias Ernst Boretius schon 1720 ausgesprochen, doch soll schließlich der englische Wundarzt Charles Maitland nach 1724 in Hannover die allgemeine Pockenimpfung ausgeführt haben – und nach ihm Wredes Sohn Hugo, Nach anderer Darstellung führte Hugo von Wreden in Hannover die erste deutsche derartige Impfung durch beziehungsweise geschah dies lediglich in Anwesenheit des ebenfalls als königlicher Hofarzt tätigen „Dr. Hugo“ .

## Schriften
- Arteriologische Tabellen. In welchen Die Arterien, derselben Ramificationes, und die Oerter, wo sie hingehen, deutlich entworffen, und Zur besseren Erkäntniß denen Anfängern der Chirurgie zum Besten mit Animadversionen illustriret, Hannover / Gedruckt in der Königlichen Hof-Druckerey, 1721 (Digitalisat über die Universitätsbibliothek Erlangen-Nürnberg).
- Gründliche Nachricht von den in dem Magen des neulich anatomirten Delinquenten, namens Hessen, gefundenen sieben Höltzern, Hannover 1723 (Digitalisat über die Bayerische Staatsbibliothek).
- J. E. Wreden Anatomiæ Et Chirurgiæ Demonstratoris, Vernünfftiger Gedancken Von der Inoculation der Blattern, Vier Abhandlungen, Hanover, Zu finden im Försterischen Buchladen, 1724
  - An essay on the inoculation of the small pox. To which are added, some examples of persons inoculated with good success at Hanover. By John Wreden, Body-Surgeon to His Royal Highness the Prince of Wales (= Vernünfftiger Gedancken von der Inoculation der Blattern, vier Abhandlungen), London: printed for J. Jackson, 1729
- Programma, wodurch die besondere Structur der Organorum Generationis Foeminarum Internorum, mit wenigem zeiget, Und zu Anhörung einer Anatomie eines Cadaveris Foeminini den nach Standes-Gebühr geehrten Leser zugleich mit einladet, Hannover, Gedruckt 1725
- Kurtzer Unterricht Vor die Heb-Ammen / Auf Befehl Der hohen Königlichen Regierung / entworffen von J. E. Wreden Anat. & Chirurg. Demonstr. Hannover: Gedruckt im Jahr 1727 (Digitalisat über die Staats- und Universitätsbibliothek Göttingen).
- An essay on midwifery, Londen 1731
- Johann Ernst Wredens, Beyderseits Königlicher Hoheiten, Des Prinzen und Prinzeßin von Wallis Leib-Chirvrgi, Untersuchung Der jetzt graßirenden Vieh-Seuche. Vorschlagung einiger Hülffsmittel, und Erachten, wie selbige vermuthlich könte curiret und præcaviret werden, Hannover, In Verlag seel. Nicolai Försters u. Sohns Erben, 1745 (Digitalisat über die Staatsbibliothek zu Berlin – Preußischer Kulturbesitz).